# T. M. 로건
T. M. 로건(영어: T. M. Logan, 1975년 12월 19일 ~ )은 영국의 소설가이다. 영국 버크셔에서 영국인 아버지와 독일인 어머니 사이에서 태어났다. 《데일리 메일》에서 과학 기자를 지냈고, 현재는 노팅엄 대학교의 대외 협력 부서에서 일하고 있다.

## 저작
| 연도 | 제목        | 원제        | 비고 |
| ---- | ----------- | ----------- | ---- |
| 2017 | 리얼 라이즈 | Lies        |      |
| 2018 | 29초        | 29 Seconds  |      |
| 2019 | 홀리데이    | The Holiday |      |